# Окрузи Израела
Израел је подељен на шест главних округа (хебр. מחוזות, мехозот; једнина: мехоз) и петнаест подрегија (хеб: נפות, нафот; једнина: нафа). Свака од подрегија је подељена на природне регије, њих укупно 50.

## Округ Јерусалим
Јерусалим (округ)
Главни град округа: Јерусалим

## Северни округ
Северни округ
Главни град округа: Назарет
Подрегије:
- Зефат
- Кинерет
- Јизраел
- Ако
- Голан[а]

## Округ Хаифа
Хаифа (округ)
Главни град округа: Хаифа
Подрегије:
- Хаифа
- Хадера

## Централни округ
Централни округ
Главни град округа: Рамла
Подрегије:
- Шарон
- Петах Тиква
- Рамла
- Реховот

## Округ Тел Авив
Тел Авив (округ)
Главни град округа: Тел Авив

## Јужни округ
Јужни округ
Главни град округа: Бер Шева
Подрегије:
- Ашкелон
- Бер Шева

## Округ Јудеја и Самарија[б]
Јудеја и Самарија (округ)
Највећи град: Мале Адумим